# منتزه عذاري

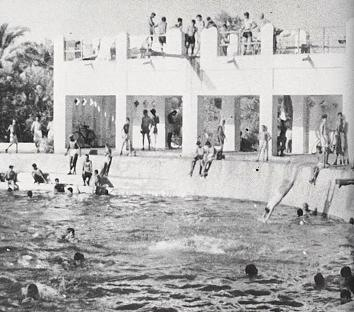

منتزه عذاري هي مدينة ملاهي في مملكة البحرين حول ينبوع المياه العذبة التاريخي المعروف باسم عين عذاري. التي تقع حول منطقة الزنج. في عام 2003، تم إعادة تصميم الموقع وأصبح نقطة جذب سياحية رئيسية. في عام 2006، أعيد تصميمه بتكلفة تزيد عن 23 مليون دولار أمريكي.
في عام 2007، من المتوقع أن يستقبل المنتزه أكثر من مليون زائر. وأفتتح للجمهور في عام 2008 ويغطي مساحة 165,000 متر مربع. و لديها 1200 مكان لوقوف السيارات.
ويتكون من قرية تراثية، ألعاب مائية، ملاعب، وألعاب ترفيهية متنوعة ومطاعم ومقاهي شعبية ومسطحات خضراء، إضافة إلى مواقف تتسع لنحو ألف سيارة كحد أدنى.
المنتزه يحتوي على 22 لعبة كبيرة في المنطقة الخارجية تم شراؤها من إيطاليا والولايات المتحدة بكلفة تزيد عن مليوني دينار، يضاف إليها عدد من الألعاب الصغيرة في المبنى الداخلي. المنتزه يحتوي على أكثر من 15 مطعما مختلفا تغطي جميع احتياجات الزوار بالإضافة إلى وجود بحيرتان الأولى بحيرة ضخمة في وسط المنتزه تم استغلالها سواء من حيث الألعاب المائية المصاحبة أو من خلال الجلوس على ضفاف هذه البحيرة، أما البحيرة الثانية تقع إلى اليسار من البوابة من الرئيسية.

## مواضيع ذات علاقة
- البحرين
- عين عذاري

## وصلات خارجية
- موقع عذاري